# Eino Tamberg
Eino Tamberg (Tallinn, 27 de mayo de 1930 - ibídem, 24 de diciembre de 2010) fue un compositor estonio.

## Biografía
Tamberg nació en Tallinn. Estudió composición musical con Eugen Kapp en el Conservatorio de Tallinn, graduándose en  1953. En Estonia, fue conocido por sus obras Viis romanssi Sándor Petöfi luulele (1955) basado en las poesías de Sándor Petöfi, y con su Concerto Grosso (1956), por el que ganó la medalla de oro en el Festival Internacional de música de Moscú. Tamberg fue un importante iniciador del movimiento antirromántico de finales de los 1950. Su visión de la música pertenecía a la llamada Nueva Ola de la historia musical de Estonia. Adquirió fama en la década de 1960 escribiendo música de una larga variedad de géneros, pero en particular para obras de teatro y obras sinfónicas. 
Tamberg fue uno de los máximos representantes del neoclasicismo en la música estonia, a pesar de que sus últimas piezas era más expresionistas. Desde 1969 estuvo impartiendo clases en la Academia de la Música de Estonia hasta 1983. En la temporada 1997-1998 fue compositor residente para la Orquesta Sinfónica Nacional de Estonia.

## Trabajos
Los trabajos más notables son el ballet Johanna tentata (1971) y el Trompeta Concerto No. 1 (1972). Este último es uno de sus trabajos más populares y interpretados, no solo en Europa sino también en Hong Kong y Singapur, y fue grabado por Håkan Hardenberger. Tamberg también escribió conciertos para violín (1981), saxofón (1987), clarinete (1996), fagot (2000), violonchelo (2001) y un segundo concierto para trompeta (1997).
Su segunda ópera, Cyrano de Bergerac, fue estrenada en 1976. Sus influencias romántica muestran las convenciones del barroco y del bel canto. Consiste en tres actos y un epílogo (Op. 45) y fue escrita en 1974 usando el libreto de Jaan Kross, basado en la obra de Edmond Rostand.
Por el 50.º aniversario de las Naciones Unidas (1995) escribió su Celebration Fanfaresse que fue estrenada en Nueva York bajo la dirección de Neeme Järvi.